# جيمس روبنسون (كاتب)
جيمس روبنسون (بالإنجليزية: James Robison)‏ (من مواليد 11 أكتوبر 1946) هو روائي وكاتب قصص قصيرة وشاعر وكاتب سيناريو أمريكي.

## السيرة الذاتية
ولد روبنسون في وورثينغتون، أوهايو، في عام 1946، وقد درس في جامعة ولاية أوهايو، وحصل على شهادة الماجستير من جامعة براون في عام 1979، وبعد براون، سافر إلى بالتيمور وبوسطن.في عام 1986، بدأ التدريس في جامعة هيوستن، ومنذ أن ترك هيوستن، قام بالتدريس في مختلف الجامعات.كان الفنان الزائر في جامعة جنوب المسيسيبي في ربيع عام 2011، وهو يعمل حاليًا في التدريس في جامعة ساحل خليج فلوريدا.

## وصلات خارجية
- جيمس روبنسون على موقع IMDb (الإنجليزية)
- جيمس روبنسون على موقع قاعدة بيانات الفيلم (الإنجليزية)

- الموقع الرسمي
- جيمس روبنسون
- جيمس روبنسون
- جيمس روبنسون في قاعدة بيانات الأفلام على الإنترنت